# 7078 Unojönsson
7078 Unojönsson este un asteroid din centura principală de asteroizi.

## Descriere
7078 Unojönsson este un asteroid din centura principală de asteroizi. A fost descoperit pe 17 octombrie 1985 la Kvistaberg de Claes-Ingvar Lagerkvist. Asteroidul prezintă o orbită caracterizată de o semiaxă mare de 2,43 ua, o excentricitate de 0,23 și o înclinație de 3,1° în raport cu ecliptica.